# 油州
油州，南北朝时南梁、西魏、北周设立的州。
南朝梁置油州，治所在淮南县（今河南省桐柏县境）。后被西魏占领。周武帝天和二年（567年）四月，合并东南诸州：废除油州，并入纯州；废除洞州，并入湖州；废除涢州，并入唐州；废除沮州，并入襄州。